# Der Richter bin ich
Der Richter bin ich ist ein Kriminalfilm aus dem Jahr 1953 nach dem Roman I, the Jury von Mickey Spillane mit dem Detektiv Mike Hammer. Regisseur Harry Essex drehte den Film als 3D-Film mit 3-Kanal-Stereoton.

## Handlung
Nach der Ermordung seines besten Freundes Jack Williams schwört der Privatdetektiv Mike Hammer (Biff Elliott) Rache. Er vermutet den Täter unter den Teilnehmern einer Party, die sein Freund kurz vor dessen Tod gab, zu denen auch der Box-Promoter George Kalecki (Alan Reed) und die Psychiaterin Charlotte Manning (Peggy Castle) gehörten. Im Laufe der Ermittlungen verliebt sich Hammer in Charlotte.
Er entlarvt Kalecki als Drogenhändler und tötet ihn. Bei weiteren Ermittlungen stellt Hammer aber fest, dass auch Charlotte zum Drogenring gehört, diesen übernehmen wollte und deshalb zahlreiche Morde beging. Als Hammer sie mit seinen Ermittlungsergebnissen konfrontiert, will sie ihn verführen. Sie zieht sich aus, umarmt Hammer und will dabei zu einer verborgenen Pistole greifen. Doch Hammer kommt ihr zuvor und erschießt sie.

## Kritiken
„Harter und zynischer Kriminalfilm.“